# Трещина губы
Тре́щина губы́ (лат. rhagas labii) — нарушение целости губы, обычно проявляется как линейное эрозивное поражение в области красной каймы и углов рта (ангулит, «заеда»), может возникать при хейлите. Для данного заболевания характерна высокая распространённость, тяжесть клинического лечения, склонность к рецидивированию.

## Общие сведения
Длительное существование и болезненность очага поражения нарушает нормальное состояние больных, затрудняет приём пищи и уход за полостью рта. Также возможен переход воспаления в недоброкачественное.

## Лечение
При всей типичности клинической картины, терапия трещин губы представляет определённые трудности. Некоторыми авторами отмечаются положительные результаты при применении дентальной адгезивной пасты «Солкосерил».